# استضواء
الاستضواء أو النصوع أو السطوع أو اللمعانية أو اللمعان (بالإنجليزية: Luminance)‏ هو قياس ضوئي للشدة الضوئية في وحدة المساحة للضوء المنتشر في أحد الاتجاهات. أو هي شدّة الإضاءة المنبعثة من وحدة المساحة للسطح المضيء (مقيسة بالقنديلة للمتر المربّع). ويصف كمية الضوء التي تمر عبر أو تصدر من مساحة محددة، وتسقط ضمن زاوية صلبة محددة. ووحدة الاستضواء وفق نظام الوحدات الدولي هي شمعة على المتر المربع (cd/m2). وتستخدم أيضا وحدة نيت "nit" وهي ليست من SI. في نظام وحدات سنتيمتر غرام ثانية تستخدم وحدة ستيلب (stilb)، وهي تعادل شمعة واحدة في السنتيمتر المربع الواحد أو 10 kcd/m2.
يستخدم الاستضواء غالبا لتوصيف الإصدار أو الانعكاس من السطوح الناشرة المنبسطة. يعبر الاستضواء عن كمية القدرة الضوئية التي تدركه العين الناظرة إلى السطح من زاوية نظر محددة. والاستضواء هو مؤشر لسطوع السطح. وفي هذه الحالة، تكون الزاوية الصلبة محددة بحدقة العين. ويستخدم الاستضواء في صناعة الفيديو لتوصيف سطوع شاشات العرض. وشاشة الحاسوب النموذجية بين 50 و 300   قنديلة لكل متر مربع. ويبلغ استضواء الشمس حوالي 1.6×109  قنديلة لكل متر مربع عند الظهيرة.

## تعريف

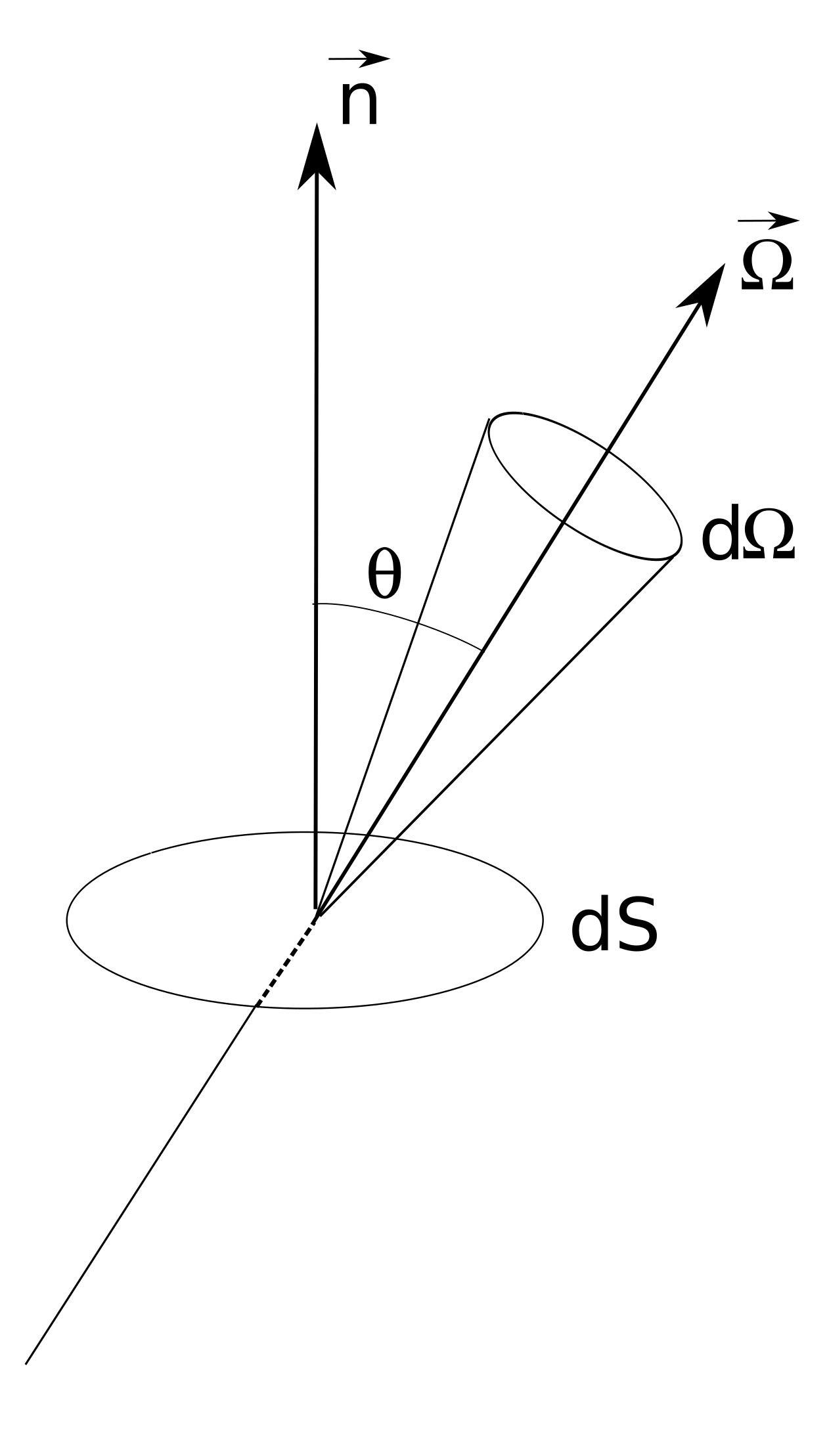

يعرف الاستضواء بأنه:
{\displaystyle L_{\mathrm {v} }={\frac {\mathrm {d} ^{2}F}{\mathrm {d} A\,\mathrm {d} {\Omega }\cos \theta }}}
حيث
{\displaystyle L_{\mathrm {v} }} هو الاستضواء (cd/m2)،
{\displaystyle F} هو التدفق الضوئي أو القدرة الضوئية (lm)،
{\displaystyle \theta \,} هو الزاوية بين ناظم السطح والاتجاه المحدد،
{\displaystyle A} هو مساحة السطح (m2)،
{\displaystyle \Omega \,} هو الزاوية الصلبة (sr).

## اقرأ أيضا
- انعكاس انتشاري
- إضاءة في علم الفلك
- ضيائية
- استضاءة
- لامبرت (Lambert)
- إضاءة اللون
- لوما (فيديو) (Luma)
- إشعاعية